# Anh-Tuan Do
Anh-Tuan Do (* 20. November 1971) ist ein deutscher Taekwondoin und vormaliger Europameister in der Formenlauf-Disziplin Pumsae.

## Sportliche Laufbahn
Anh-Tuan Do begann 2017 mit dem Training der koreanischen Kampfkunst Taekwondo, seinen Kindern nachfolgend. Er ist Mitglied der deutschen Nationalmannschaft.
Do nimmt seit 2022 an Wettkämpfen in den traditionellen Pumsae-Formen teil. Im selben Jahr gewann er im Wettbewerb der Männer unter 60 Jahren eine Bronze- und eine Goldmedaille bei den internationalen Turnieren Swedish Open und Danish Open. Beim European Cup 2022 in Stockholm gewann er Silber.
Bei den Europameisterschaften 2023 in Innsbruck wurde Do Europameister im Wettbewerb der Männer zwischen 51 und 60 Jahren, nachdem er im Finale seinen Nationalmannschaftskollegen und Trainer von Pia Hoffmann Hans-Carsten Gauger besiegte.

## Werdegang
Do ist Diplom-Ingenieur. Er ist Kampfrichter für Pumsae, auch ist er als Sportdirektor für den Bereich „Technik“ (Pumsae) bei der Niedersächsischen Taekwondo Union berufen.

## Auszeichnungen
2024: Leistungssport-Ehrennadel in Gold mit silbernem Lorbeerkranz der Deutschen Taekwondo Union